# 家庭聚会

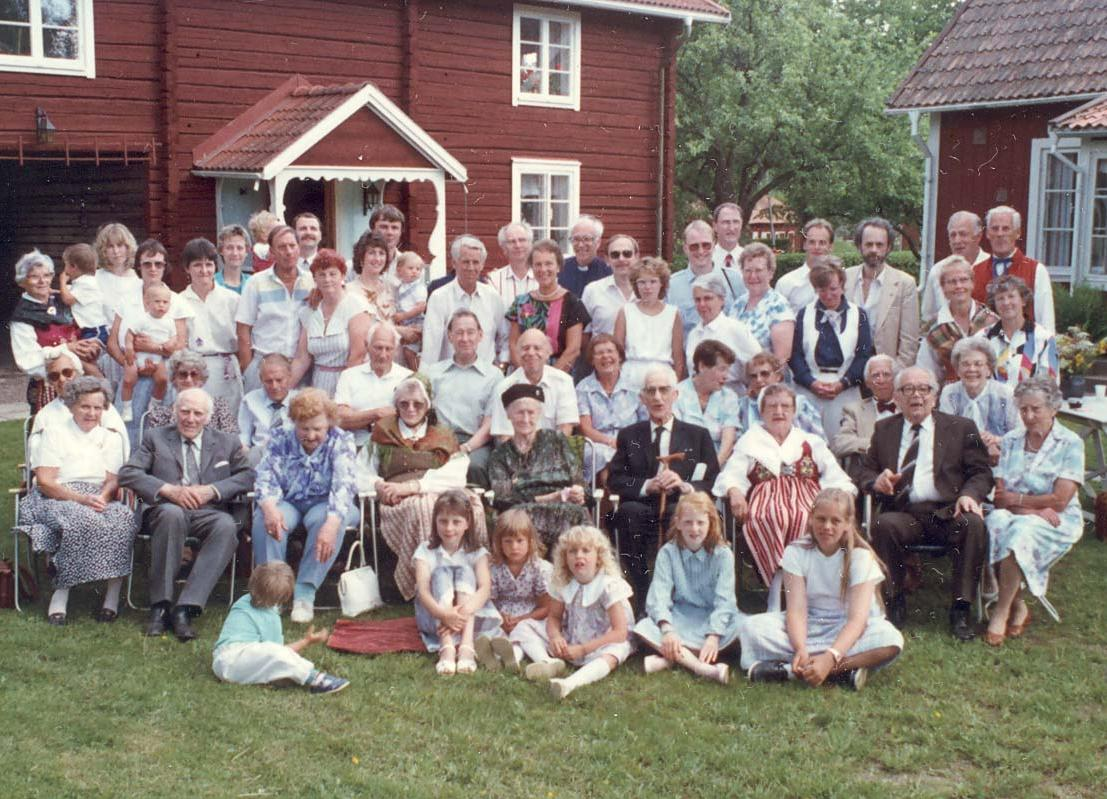
1988年，一戶瑞典裔美國人在博倫厄舉行的家庭團聚合影

家庭聚会是大家庭內的许多成员參加的一種活動，家庭聚会召開時許多成員會來到某個地方聚在一起互相交流、吃飯、娛樂。有时家庭聚会会定期举行，例如將每年的某一天（例如聖誕節）定為家庭聚會的日期。西方國家的人民喜歡舉辦家庭聚會。